# To my (film 2000)
To my – polski komediodramat sensacyjny z 2000 roku, w reżyserii Waldemara Szarka.

## Opis fabuły
Bohaterami filmu są Agata i Rafał, uczniowie liceum. Ich przygotowania do egzaminu dojrzałości, co wiąże się z podejmowaniem ważnych kroków oraz ścieżek życiowych.
Agata, uczennica czwartej klasy liceum dotąd nie miała problemów z nauką. Niestety, ostatnio pogorszyły się jej stosunki z matką, gdyż nie miała ona ostatnio zbyt wiele czasu dla Agaty, aby porozmawiać z nią o problemach. Agata jest zakochana w Rafale, najprzystojniejszym uczniu w klasie. Ojciec Rafała jest burmistrzem i chce zapewnić synowi dobry start. Pan Zdrojewski spełnia zachcianki swojego syna, Rafała (kupuje telefon komórkowy, samochód), jednak w zamian za to oczekuje sukcesów Rafała w szkole. Rafał musi zdać maturę, inaczej pójdzie do wojska.

## Obsada
- Rafał Cieszyński – Rafał Zdrojewski "Widelec"
- Marta Dąbrowa – Agata
- Małgorzata Socha – Karolina
- Dariusz Toczek – Borsuk
- Samanta Janas – Kaśka
- Marcin Chochlew – Adam
- Helena Sztyber – Biała
- Maciej Sikorski – Wysoki
- Michał Krzyszkowski – Gruby
- Rafał Szałajko – Średni
- Sylwia Wysocka – Matka Agaty
- Andrzej Zieliński – Gangster
- Bronisław Wrocławski – Zdrojewski, ojciec Rafała
- Leon Niemczyk – Dyrektor
- Andrzej Zaborski – Minister
- Mirosław Zbrojewicz – Policjant
- Janusz Leśniewski – Kurator
- Przemysław Kaczyński – Rudy
- Jan Jankowski – porucznik
- Olimpia Ajakaiye

## Informacje dodatkowe
- Piosenkę tytułową wykonał zespół Myslovitz